# .pt
.pt es el dominio de nivel superior geográfico (ccTLD) para Portugal.
A partir del 1 de mayo de 2012, se lanzaron los dominios directamente bajo .pt, las otras extensiones disponibles bajo .pt son: 
- .com.pt: sin restricciones
- .edu.pt: educación
- .gov.pt: Gobierno de Portugal
- .int.pt: organizaciones internacionales o misiones diplomáticas en Portugal
- .net.pt: proveedores de telecomunicaciones
- .nome.pt: Personas privadas (nome es "nombre" en portugués)
- .org.pt: Organizaciones sin ánimo de lucro
- .publ.pt: publicaciones (por ejemplo, diarios o magazines)